# Campionato europeo femminile di pallacanestro 2003
Il 29º Campionato Europeo Femminile di Pallacanestro FIBA (noto anche come FIBA EuroBasket Women 2003) si è svolto in Grecia, dal 19 al 28 settembre 2003.
L'edizione del 2003 è stata la prima organizzata in Grecia. Patrasso è stata la sede principale della manifestazione, mentre Amaliada e Pyrgos sono invece state scelte come sedi delle partite preliminari.
I campionati europei femminili di pallacanestro sono una manifestazione biennale tra le squadre nazionali del continente, organizzata dalla FIBA Europe.

## Squadre partecipanti
L'edizione del 2003 prevedeva solo due gironi, composti nel seguente modo:
| Gruppo A - Francia - Grecia - Israele - Polonia - Rep. Ceca - Serbia e Montenegro | Gruppo B - Belgio - Russia - Slovacchia - Spagna - Ucraina - Ungheria |

## Sedi delle partite
| Gruppo                     | Città    | Impianto                    |
| -------------------------- | -------- | --------------------------- |
| A                          | Pyrgos   | Pyrgos Indoor Hall          |
| B                          | Amaliada | Basketball Hall of Amaliada |
| Fase Eliminatoria e Finali | Patrasso | Apollon Patras Indoor Hall  |

## Gironi di qualificazione

### Gruppo A
| Team                   | Pt | V - P | PF - PS   | +/-  |
| ---------------------- | -- | ----- | --------- | ---- |
| 1. Rep. Ceca           | 10 | 5 - 0 | 435 - 336 | +99  |
| 2. Francia             | 8  | 3 - 2 | 386 - 346 | +40  |
| 3. Polonia             | 8  | 3 - 2 | 353 - 309 | +44  |
| 4. Serbia e Montenegro | 8  | 3 - 2 | 374 - 352 | +22  |
| 5. Grecia              | 6  | 1 - 4 | 321 - 362 | -41  |
| 6. Israele             | 5  | 0 - 5 | 293 - 457 | -164 |

| Pyrgos 19 settembre 2003, ore 16:30 CET | Israele                         | 55 – 91 referto | Francia | Pyrgos Indoor Hall (500 spett.)\| Arbitro: \| Serge De Coster, Sergey Bulanov \| |
| Arbitro:                                | Serge De Coster, Sergey Bulanov |                 |         |                                                                                  |

| Pyrgos 19 settembre 2003, ore 19:00 CET | Grecia                        | 57 – 90 referto | Rep. Ceca | Pyrgos Indoor Hall (1500 spett.)\| Arbitro: \| Marco Giansanti, Peter Bodnar \| |
| Arbitro:                                | Marco Giansanti, Peter Bodnar |                 |           |                                                                                 |

| Pyrgos 19 settembre 2003, ore 21:30 CET | Serbia e Montenegro            | 60 – 70 referto | Polonia | Pyrgos Indoor Hall (500 spett.)\| Arbitro: \| Jaroslav Janac, Serhij Čebyšev \| |
| Arbitro:                                | Jaroslav Janac, Serhij Čebyšev |                 |         |                                                                                 |

| Pyrgos 20 settembre 2003, ore 16:30 CET | Francia                           | 68 – 70 referto | Serbia e Montenegro | Pyrgos Indoor Hall (300 spett.)\| Arbitro: \| Marco Giansanti, Tomas Jasevičius \| |
| Arbitro:                                | Marco Giansanti, Tomas Jasevičius |                 |                     |                                                                                    |

| Pyrgos 20 settembre 2003, ore 19:00 CET | Polonia                            | 66 – 49 referto | Grecia | Pyrgos Indoor Hall (1000 spett.)\| Arbitro: \| Sergey Bulanov, Daniel Hierrezuelo \| |
| Arbitro:                                | Sergey Bulanov, Daniel Hierrezuelo |                 |        |                                                                                      |

| Pyrgos 20 settembre 2003, ore 21:30 CET | Rep. Ceca                      | 104 – 67 referto | Israele | Pyrgos Indoor Hall (300 spett.)\| Arbitro: \| Jaroslav Janac, Serhij Čebyšev \| |
| Arbitro:                                | Jaroslav Janac, Serhij Čebyšev |                  |         |                                                                                 |

| Pyrgos 21 settembre 2003, ore 16:30 CET | Serbia e Montenegro           | 68 – 80 referto | Rep. Ceca | Pyrgos Indoor Hall (300 spett.)\| Arbitro: \| Serge De Coster, Peter Bodnar \| |
| Arbitro:                                | Serge De Coster, Peter Bodnar |                 |           |                                                                                |

| Pyrgos 21 settembre 2003, ore 19:00 CET | Israele                          | 59 – 78 referto | Grecia | Pyrgos Indoor Hall (1.000 spett.)\| Arbitro: \| Jaroslav Janac, Tomas Jasevičius \| |
| Arbitro:                                | Jaroslav Janac, Tomas Jasevičius |                 |        |                                                                                     |

| Pyrgos 21 settembre 2003, ore 21:30 CET | Francia                            | 79 – 66 referto | Polonia | Pyrgos Indoor Hall (600 spett.)\| Arbitro: \| Daniel Hierrezuelo, Serhij Čebyšev \| |
| Arbitro:                                | Daniel Hierrezuelo, Serhij Čebyšev |                 |         |                                                                                     |

| Pyrgos 23 settembre 2003, ore 16:30 CET | Polonia                         | 80 – 45 referto | Israele | Pyrgos Indoor Hall (300 spett.)\| Arbitro: \| Marco Giansanti, Sergey Bulanov \| |
| Arbitro:                                | Marco Giansanti, Sergey Bulanov |                 |         |                                                                                  |

| Pyrgos 23 settembre 2003, ore 19:00 CET | Grecia                           | 67 – 72 referto | Serbia e Montenegro | Pyrgos Indoor Hall (1.300 spett.)\| Arbitro: \| Daniel Hierrezuelo, Peter Bodnar \| |
| Arbitro:                                | Daniel Hierrezuelo, Peter Bodnar |                 |                     |                                                                                     |

| Pyrgos 23 settembre 2003, ore 21:30 CET | Rep. Ceca                         | 85 – 73 referto | Francia | Pyrgos Indoor Hall (700 spett.)\| Arbitro: \| Serge De Coster, Tomas Jasevičius \| |
| Arbitro:                                | Serge De Coster, Tomas Jasevičius |                 |         |                                                                                    |

| Pyrgos 24 settembre 2003, ore 16:30 CET | Lettonia | 104 – 67 referto | Rep. Ceca | Pyrgos Indoor Hall (200 spett.) |

| Pyrgos 24 settembre 2003, ore 19:00 CET | Francia | 75 – 70 referto | Grecia | Pyrgos Indoor Hall (1.200 spett.) |

| Pyrgos 24 settembre 2003, ore 21:30 CET | Rep. Ceca | 76 – 71 referto | Polonia | Pyrgos Indoor Hall (800 spett.) |

### Gruppo B
| Team          | Pt | V - P | PF - PS   | +/- |
| ------------- | -- | ----- | --------- | --- |
| 1. Spagna     | 10 | 5 - 0 | 359 - 300 | +59 |
| 2. Slovacchia | 8  | 3 - 2 | 345 - 340 | +5  |
| 3. Russia     | 8  | 3 - 2 | 348 - 308 | +40 |
| 4. Belgio     | 7  | 2 - 3 | 355 - 377 | -22 |
| 5. Ungheria   | 7  | 2 - 3 | 299 - 319 | -20 |
| 6. Ucraina    | 5  | 0 - 5 | 301 - 363 | -62 |

| Amaliada 19 settembre 2003, ore 16:30 CET | Ucraina                               | 56 – 57 referto | Ungheria | Basketball Hall of Amaliada (500 spett.)\| Arbitri: \| Nikolaos Papadimitriou Seffi Shemmesh \| |
| Arbitri:                                  | Nikolaos Papadimitriou Seffi Shemmesh |                 |          |                                                                                                 |

| Amaliada 19 settembre 2003, ore 19:00 CET | Belgio                      | 62 – 77 referto | Spagna | Basketball Hall of Amaliada (800 spett.)\| Arbitri: \| Chantal Julien Vaclav Lukes \| |
| Arbitri:                                  | Chantal Julien Vaclav Lukes |                 |        |                                                                                       |

| Amaliada 19 settembre 2003, ore 21:30 CET | Slovacchia                     | 80 – 72 referto | Russia | Basketball Hall of Amaliada (300 spett.)\| Arbitri: \| Zoran Sutulovic Jakub Zamojski \| |
| Arbitri:                                  | Zoran Sutulovic Jakub Zamojski |                 |        |                                                                                          |

| Amaliada 20 settembre 2003, ore 16:30 CET | Ungheria                         | 67 – 72 referto | Belgio | Basketball Hall of Amaliada (600 spett.)\| Arbitri: \| Dimitar Gologanov Jakub Zamojski \| |
| Arbitri:                                  | Dimitar Gologanov Jakub Zamojski |                 |        |                                                                                            |

| Amaliada 20 settembre 2003, ore 19:00 CET | Spagna                       | 71 – 47 referto | Slovacchia | Basketball Hall of Amaliada (800 spett.)\| Arbitri: \| Lahdo Sharro Zoran Sutulovic \| |
| Arbitri:                                  | Lahdo Sharro Zoran Sutulovic |                 |            |                                                                                        |

| Amaliada 20 settembre 2003, ore 21:30 CET | Russia                      | 74 – 53 referto | Ucraina | Basketball Hall of Amaliada (600 spett.)\| Arbitri: \| Seffi Shemmesh Vaclav Lukes \| |
| Arbitri:                                  | Seffi Shemmesh Vaclav Lukes |                 |         |                                                                                       |

| Amaliada 21 settembre 2003, ore 16:30 CET | Belgio                              | 56 – 76 referto | Russia | Basketball Hall of Amaliada (500 spett.)\| Arbitri: \| Nikolaos Papadimitriou Vaclav Lukes \| |
| Arbitri:                                  | Nikolaos Papadimitriou Vaclav Lukes |                 |        |                                                                                               |

| Amaliada 21 settembre 2003, ore 19:00 CET | Ungheria                    | 59 – 71 referto | Spagna | Basketball Hall of Amaliada (1.000 spett.)\| Arbitri: \| Lahdo Sharro Jakub Zamojski \| |
| Arbitri:                                  | Lahdo Sharro Jakub Zamojski |                 |        |                                                                                         |

| Amaliada 21 settembre 2003, ore 21:30 CET | Ucraina                          | 54 – 73 referto | Slovacchia | Basketball Hall of Amaliada (800 spett.)\| Arbitri: \| Dimitar Gologanov Chantal Julien \| |
| Arbitri:                                  | Dimitar Gologanov Chantal Julien |                 |            |                                                                                            |

| Amaliada 23 settembre 2003, ore 16:30 CET | Slovacchia                          | 67 – 80 referto | Belgio | Basketball Hall of Amaliada (600 spett.)\| Arbitri: \| Nikolaos Papadimitriou Vaclav Lukes \| |
| Arbitri:                                  | Nikolaos Papadimitriou Vaclav Lukes |                 |        |                                                                                               |

| Amaliada 23 settembre 2003, ore 19:00 CET | Spagna                         | 76 – 71 referto | Ucraina | Basketball Hall of Amaliada (800 spett.)\| Arbitri: \| Zoran Sutulovic Chantal Julien \| |
| Arbitri:                                  | Zoran Sutulovic Chantal Julien |                 |         |                                                                                          |

| Amaliada 23 settembre 2003, ore 21:30 CET | Russia                           | 65 – 55 referto | Ungheria | Basketball Hall of Amaliada (800 spett.)\| Arbitri: \| Dimitar Gologanov Seffi Shemmesh \| |
| Arbitri:                                  | Dimitar Gologanov Seffi Shemmesh |                 |          |                                                                                            |

| Amaliada 24 settembre 2003, ore 16:30 CET | Belgio | 83 – 67 referto | Ucraina | Basketball Hall of Amaliada (500 spett.) |

| Amaliada 24 settembre 2003, ore 19:00 CET | Russia | 61 – 64 referto | Spagna | Basketball Hall of Amaliada (800 spett.) |

| Amaliada 24 settembre 2003, ore 21:30 CET | Ungheria | 61 – 55 referto | Slovacchia | Basketball Hall of Amaliada (800 spett.) |

## Accesso ai quarti di finale
Le prime quattro dei due gruppi passano direttamente ai quarti di finale, le ultime due di ogni girone disputano le gare per i posti dal nono al dodicesimo.

## Fase Finale a eliminazione diretta (Patrasso)
|  | Quarti di finale             | Quarti di finale             |                              |        | Semifinali                | Semifinali                |  |  | Finale                       | Finale |
|  |                              |                              |                              |        |                           |                           |  |  |                              |        |
|  | 26 settembre 2003 - Patrasso |                              |                              |        |                           |                           |  |  |                              |        |
|  |                              |                              |                              |        |                           |                           |  |  |                              |        |
|  | Francia                      | 66                           |                              |        |                           |                           |  |  |                              |        |
|  | Francia                      | 66                           | 27 settembre 2003 - Patrasso |        |                           |                           |  |  |                              |        |
|  | Russia                       | 79                           |                              |        |                           |                           |  |  |                              |        |
|  | Russia                       | 79                           | Russia                       | 78     |                           |                           |  |  |                              |        |
|  | 26 settembre 2003 - Patrasso |                              | Russia                       | 78     |                           |                           |  |  |                              |        |
|  |                              | Spagna                       | 71                           |        |                           |                           |  |  |                              |        |
|  | Spagna                       | Spagna                       | 71                           | 76     |                           |                           |  |  |                              |        |
|  | Spagna                       |                              | 28 settembre 2003 - Patrasso | 76     |                           |                           |  |  |                              |        |
|  | Serbia e Montenegro          | 64                           |                              |        |                           |                           |  |  |                              |        |
|  | Serbia e Montenegro          | 64                           | Rep. Ceca                    | 56     |                           |                           |  |  |                              |        |
|  | 26 settembre 2003 - Patrasso |                              | Rep. Ceca                    | 56     |                           |                           |  |  |                              |        |
|  |                              | Russia                       | 59                           |        |                           |                           |  |  |                              |        |
|  | Rep. Ceca                    | Russia                       | 59                           | 98     |                           |                           |  |  |                              |        |
|  | Rep. Ceca                    | 27 settembre 2003 - Patrasso |                              | 98     |                           |                           |  |  |                              |        |
|  | Belgio                       | 62                           |                              |        |                           |                           |  |  |                              |        |
|  | Belgio                       | 62                           | Polonia                      | 66     | Finale per il terzo posto | Finale per il terzo posto |  |  |                              |        |
|  | 26 settembre 2003 - Patrasso |                              | Polonia                      | 66     | Finale per il terzo posto | Finale per il terzo posto |  |  |                              |        |
|  |                              | Rep. Ceca                    | 74                           |        |                           |                           |  |  |                              |        |
|  | Slovacchia                   | Rep. Ceca                    | 74                           | 61     | Polonia                   | 81                        |  |  |                              |        |
|  | Slovacchia                   |                              |                              | 61     | Polonia                   | 81                        |  |  |                              |        |
|  | Polonia                      | 78                           |                              | Spagna | 87                        |                           |  |  |                              |        |
|  | Polonia                      | 78                           |                              |        | 87                        |                           |  |  |                              |        |
|  |                              |                              |                              |        |                           |                           |  |  | 28 settembre 2003 - Patrasso |        |
|  |                              |                              |                              |        |                           |                           |  |  |                              |        |

### Dal 5º all'8º posto
|  | Semifinali          | Semifinali          | Semifinali |         |        | Quinto Posto        | Quinto Posto        | Quinto Posto  |  |
|  |                     |                     |            |         |        |                     |                     |               |  |
|  | Francia             | Francia             | 83         |         |        |                     |                     |               |  |
|  | Francia             | Francia             | 83         |         |        |                     |                     |               |  |
|  | Serbia e Montenegro | Serbia e Montenegro | 61         |         |        |                     |                     |               |  |
|  | Serbia e Montenegro | Serbia e Montenegro | 61         |         | Belgio | Belgio              | 75                  |               |  |
|  |                     |                     |            |         | Belgio | Belgio              | 75                  |               |  |
|  |                     |                     | Francia    | Francia | 94     |                     |                     |               |  |
|  | Slovacchia          | Slovacchia          | Francia    | Francia | 94     | 80                  |                     |               |  |
|  | Slovacchia          | Slovacchia          |            |         |        | 80                  |                     |               |  |
|  | Belgio              | Belgio              | 86         |         |        | Settimo Posto       | Settimo Posto       | Settimo Posto |  |
|  | Belgio              | Belgio              | 86         |         |        |                     |                     |               |  |
|  |                     |                     |            |         |        |                     |                     |               |  |
|  |                     |                     |            |         |        | Slovacchia          | Slovacchia          | 68            |  |
|  |                     |                     |            |         |        | Slovacchia          | Slovacchia          | 68            |  |
|  |                     |                     |            |         |        | Serbia e Montenegro | Serbia e Montenegro | 67            |  |

### Dal 9º al 12º posto
|  | Semifinali | Semifinali | Semifinali |          |        | Quinto Posto  | Quinto Posto  | Quinto Posto  |  |
|  |            |            |            |          |        |               |               |               |  |
|  | Grecia     | Grecia     | 76         |          |        |               |               |               |  |
|  | Grecia     | Grecia     | 76         |          |        |               |               |               |  |
|  | Ucraina    | Ucraina    | 68         |          |        |               |               |               |  |
|  | Ucraina    | Ucraina    | 68         |          | Grecia | Grecia        | 85            |               |  |
|  |            |            |            |          | Grecia | Grecia        | 85            |               |  |
|  |            |            | Ungheria   | Ungheria | 83     |               |               |               |  |
|  | Ungheria   | Ungheria   | Ungheria   | Ungheria | 83     | 85            |               |               |  |
|  | Ungheria   | Ungheria   |            |          |        | 85            |               |               |  |
|  | Israele    | Israele    | 77         |          |        | Settimo Posto | Settimo Posto | Settimo Posto |  |
|  | Israele    | Israele    | 77         |          |        |               |               |               |  |
|  |            |            |            |          |        |               |               |               |  |
|  |            |            |            |          |        | Ucraina       | Ucraina       | 107           |  |
|  |            |            |            |          |        | Ucraina       | Ucraina       | 107           |  |
|  |            |            |            |          |        | Israele       | Israele       | 87            |  |

## Classifica finale
| Campione d'Europa | Campione d'Europa   | Campione d'Europa |
| --- | ------------------- | --- |
| Russia4 Artešina, 5 Rachmatulina, 6 Najmušina, 7 Gustilina, 8 Baranova, 9 Skopa, 10 Korstin, 11 Stepanova, 12 Kalmykova, 13 Šč'egoleva, 14 Osipova, 15 Archipova, All. Vadim Kapranov |                     | |
| Argento | Rep. Ceca           | Rep. Ceca4 Veselá, 5 Večeřová, 6 Uhrová, 7 Hartigová, 8 Mokrošová, 9 Machová, 10 Hamzová, 11 Pavlíčková, 12 Borecká, 13 Blahůšková, 14 Klimešová, 15 Vítečková, All. Jan Bobrovský       |
| Bronzo | Spagna              | Spagna4 Camps, 5 Sánchez, 6 Palau, 7 Seguí, 8 Fernández, 9 Valdemoro, 10 Martínez, 11 García, 12 Pons, 13 Ferragut, 14 Cebrián, 15 Pascua, All. Vicente Rodríguez                        |
| 4. | Polonia             | Polonia4 Cupryś, 5 Szymańska-Lara, 6 Krupska, 7 Wlaźlak, 8 Koryzna, 9 Bibrzycka, 10 Nowak, 11 Mróz, 12 Dydek, 13 Kobryn, 14 Piestrzyńska, 15 Wielebnowska, All. Tomasz Herkt             |
| 5. | Francia             | Francia4 Dumerc, 5 Le Dréan, 6 Melain, 7 Lawson-Wade, 8 Gomis, 9 Sauret, 10 Lesdema, 11 Ndongue, 12 Tonnerre, 13 Dijon, 14 Godin, 15 Antibe, All. Alain Jardel                           |
| 6. | Belgio              | Belgio4 Charlier, 5 Vercauteren, 6 De Roose, 7 Wambe, 8 Maclot, 9 De Mondt, 10 Deyaert, 11 Van Malderen, 12 Wauters, 13 Boonen, 14 Brus, 15 De Roeck, All. Benny Mertens                 |
| 7. | Slovacchia          | Slovacchia4 Borovičková, 5 Mračnová, 6 Belanská, 7 Žirková, 8 Sviteková, 9 Barényiová, 10 Hiráková, 11 Kováčová, 12 Lásková, 13 Lichnerová, 14 Růžičková, 15 Gyurcsi, All. Peter Kováčik |
| 8. | Serbia e Montenegro | Serbia e Montenegro4 Bogojević, 5 Manić, 6 Stanković, 7 Mandić, 8 Bjelica, 9 Grubin, 10 Radunović, 11 Matović, 12 Drljača, 13 Tuvić, 14 Joković, 15 Vilipić, All. Miodrag Vesković       |
| Eliminate nella fase a gironi |                     | |
| 9. | Grecia              | Grecia4 Prassa, 5 Kōstakī, 6 Delī, 7 Gkouzinī, 8 Tasoulī, 9 Maltsī, 10 Saregkou, 11 Lymoura, 12 Nikolaidou, 13 Samoroukova, 14 Vasileiou, 15 Kligkopoulou, All. Giōrgos Tsitskarīs       |
| 10. | Ungheria            | Ungheria4 Englert, 5 Eördögh, 6 Horváth, 7 Cserny, 8 Iványi, 9 Seres, 10 Fűrész, 11 Papp, 12 Vajda, 13 Keller, 14 Kajdácsi, 15 Károlyi, All. László Rátgéber                             |
| 11. | Ucraina             | Ucraina4 Kyryčenko, 5 Lapšynova, 6 Žeržerunova, 7 Birjuk, 8 Ljaškova, 9 Burenok, 10 Chabarova, 11 Pys'mennyk, 12 Al'oškina, 13 Fen'ko, 14 Ohorodnikova, 15 Leleka, All. -                |
| 12. | Israele             | Israele4 Suez, 5 Cohen, 6 Natho, 7 Mizrachi, 8 Shwartz, 9 Noy, 10 Grinboym, 11 Epstein, 12 Maoz, 13 Zeevi, 14 Arbel, 15 Sharon, All. Moshe Weinkrantz                                    |

## Riconoscimenti giocatrici

### MVP del torneo
- Lucie Blahůšková -  Rep. Ceca.

### Miglior formazione del torneo
- G: Hana Machová -  Rep. Ceca.
- G: Anna Archipova -  Russia.
- F: Lucie Blahůšková -  Rep. Ceca.
- F: Elena Baranova -  Russia.
- C: Ann Wauters -  Belgio.

## Statistiche
Dati aggiornati al 27 settembre 2003, fine della manifestazione.

### Generali
- Totale partite disputate: 48
- Totale punti segnati: 6607
- Totale assist effettuati: 1154
- Totale stoppate eseguite: 233

### Individuali
- Miglior realizzatrice: - Lucie Blahůšková (  Rep. Ceca ) - 21,6 punti/partita
- Migliore rimbalzista: - Margo Dydek (  Polonia ) - 12,9 rimbalzi/partita
- Miglior donna assist: - Cathy Melain (  Francia ) - 4,8 assist/partita
- Miglior stoppatrice: - Margo Dydek (  Polonia ) - 3,6 stoppate/partita.